# Luis Merlo de la Fuente

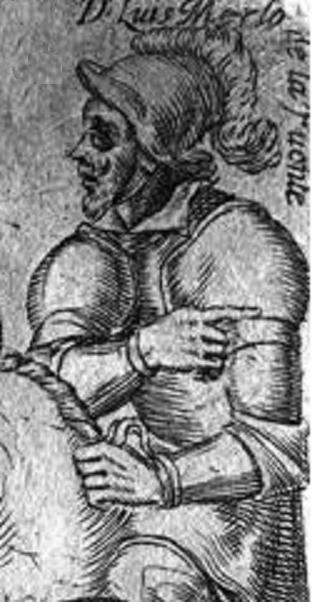
Retrato de la época de Luis Merlo de la Fuente.

Luis Merlo de la Fuente Ruiz de Beteta (Valdepeñas, 1558-Lima, 10 de octubre de 1638), fue gobernador de Chile en 1610-1611.

## Biografía
Fueron sus padres Luis Merlo de la Fuente y de María Ruíz de Beteta. Estudió en el Colegio Mayor de San Bartolomé de la Universidad de Salamanca, donde obtuvo el grado de Bachiller en Cánones. Paso de España a América en calidad de relator de la Real Audiencia de Lima en 1588. En el Perú, el virrey García Hurtado de Mendoza le envió como visitador a Santiago para que le hiciese el juicio de residencia al gobernador Alonso de Sotomayor, a quien desligó de cualquier responsabilidad (1592-1594).
Recomendado ante el monarca por su buena gestión, fue promovido al cargo de oidor de la Real Audiencia de Panamá (1597). Por razones de salud buscó su traslado, retornando a Lima como alcalde del crimen de su Audiencia (1604) Cuando Felipe III quiso restaurar la Real Audiencia en Chile, designó a Merlo de la Fuente como oidor decano de esta institución (1606). Mientras tanto, se incorporó a la Universidad de San Marcos, donde obtuvo los grados de Licenciado y Doctor en Cánones (1607). Llegaron a Santiago los miembros de la Audiencia el 24 de abril de 1609 e instalaron la misma el 9 de septiembre de ese mismo año.
Encontrándose el gobernador Alonso García Ramón muy enfermo, se designó a Merlo de la Fuente su sucesor, tomando el cargo el 2 de septiembre de 1610, ejerciendo hasta el 15 de enero de 1611. Se registró en su gobierno un nuevo alzamiento mapuche aprovechando la muerte del gobernador anterior.
En 1612 regresó a Lima como oidor, jubilándose de los servicios a la corona en 1618.

## Matrimonio y descendencia
Se casó en Lima, el 1° de mayo de 1590, con la dama criolla Jerónima de Santa Cruz y Celis de Padilla, con la cual tuvo los siguientes hijos:
1. Alonso Merlo de la Fuente, deán del Cabildo Eclesiástico del Cuzco.
2. Luis José Merlo de la Fuente, magistrado y deán del Cabildo Metropolitano de Lima.
3. María Merlo de la Fuente, casada con Luis Felipe César Scazuola, caballero de la Orden de Santiago.
4. Josefa Merlo de la Fuente, casada con Bernardino de Figueroa y de la Cerda, oidor de la Real Audiencia de Santiago.

| Precedido por: Alonso García Ramón | Gobernador de Chile 1610-1611 | Sucedido por: Juan de la Jaraquemada |

- Datos: Q1876466
- Multimedia: Luis Merlo de la Fuente / Q1876466